# Cerodontha spinipenis
Cerodontha spinipenis este o specie de muște din genul Cerodontha, familia Agromyzidae. A fost descrisă pentru prima dată de Mitsuhiro Sasakawa în anul 1963. Conform Catalogue of Life specia Cerodontha spinipenis nu are subspecii cunoscute.